# Pont des Baillets
Le pont des Baillets est un pont routier et piéton sur l'Allondon.

## Localisation
Le pont des Baillets est le troisième pont le plus en amont de l'Allondon lors de son entrée en Suisse.
Reliant les communes de Dardagny et de Russin, il est situé sur une boucle de la rivière et est nommé ainsi en référence au hameau des Baillets qui se trouve sur la rive gauche à quelques mètres en aval du pont.

## Histoire
Le pont est construit en 1955 en même temps qu'est réalisé l'endiguement de la rivière en amont de celui-ci. Entre le pont des Baillets et le pont des Granges, les rives sont classées comme réserve biologique.

## Sources
1. ↑  État de Genève, « Fiche rivière : l'Allondon » (consulté le 21 septembre 2007)
2. ↑  Département de l'intérieur, de l'agriculture, de l'environnement et de l'énergie, « L'Allondon » (consulté le 21 septembre 2007)